# تغذية مخاطية
التغذية مخاطية أو ابتلاع مخاطي (بالإنجليزية: Mucophagy)‏ هي فعلُ التغذية على مخاط الأسماك أو اللافقاريات. قد يشير المصطلح أيضًا إلى استهلاك المخاط أو المخاط المُجفف في الرئيسيات.
تُوجد طفيلياتٌ مُخاطية التغذية، مثل بعض أنواع قمل البحر، حيث تلتصق بالقطع الخيشومية في الأسماك. قد تعمل هذه الكائنات مخاطية التغذية أيضًا على تنظيف الحيوانات الأخرى، خصوصًا الأسماك.
يُستخدم هذا المصطلح أيضًا للإشارة إلى العضو المُغذي الغني بالخلايا المخاطية حيث يُضخ الماء، وتعلق جزيئات التغذية بالمخاط، وهذا الأخير ينتقل إلى المريء.